# Сигалова, Елена Иосифовна
Елена Иосифовна Сига́лова (род. 27 октября 1974, Москва) — российская гитаристка, композитор, аранжировщик; неоднократный лауреат различных гитарных фестивалей, международный эндорсер гитар Siggi Braun.
Музыкальное образование: среднее — Государственное музыкальное училище эстрадно-джазового искусства, 2001 (электрогитара), высшее — Институт современного искусства, 2006 (электрогитара).

## Биография
Свой первый музыкальный коллектив Snakes создала в 1994 году, ещё до поступления в ГМУЭДИ. В период обучения сотрудничала с группами Random Band, Sammy, The Teachers/ТТ, Юта.
В 2000 году, в тесном сотрудничестве с фирмой Shamray Guitars и гитарным мастером Дмитрием Сушковым разработала уникальную серию гитар Shamray Seagall, специально предназначенную для музыкантов, обладающих маленькой кистью руки. Впоследствии этот инструмент неоднократно представлялся на различных специализированных музыкальных выставках, в частности Музыка-Москва (2001—2005) в Москве и MusikMesse (2003) в Санкт-Петербурге.
В 2003 году создала собственный инструментальный проект Seagall. Группа дебютировала на концерте — мастер-классе Дмитрия Четвергова и Дмитрия Малолетова в октябре 2003 года, и с тех пор ведет активную творческую и концертную деятельность.
C 2003 по 2012 г. — преподаватель по классу электрогитары в Институте Современного Искусства.
С 2005 по 2007 г. — гитаристка московской группы Znaki, в составе которой выступила на сцене известных российских рок-фестивалей: Fuzz 2006 (Санкт-Петербург), Крылья 2006, Эммаус 2006, Новая Волна 2006 (Юрмала), Нашествие 2006 (Рязань); а также приняла участие в записи дебютного альбома группы «Наизнанку».
В 2006 году в союзе с московским гитаристами Олегом Изотовым и Сергеем Бокаревым создала концертный гитарный проект Trinity, в рамках которого, вместе со своим коллективом Seagall приняла участие в совместных выступлениях с такими звездами российской гитарной музыки, как Игорь Романов (Алиса, экс-Земляне), Сергей Терентьев (Артерия, экс-Кипелов, экс-Ария), Дмитрий Малолетов, Дмитрий Четвергов, Виктор Смольский (Rage) (Германия).
C 2006 по 2011 г. — эксклюзивный эндорсер гитар Schecter Extreme в России (по контракту с компанией «O.K. & Co» — официальным российским дистрибьютором фирмы Schecter).
С 2011 года — официальный представитель гитар Siggi Braun в России.
В 2006 году вместе с Сергеем Бокаревым основала Независимый Фестиваль гитарной музыки GuitarPlayer Party, который в рамках своего формата до сих пор не имеет аналогов в России. Фестиваль представляет собой серию инструментальных концертов, проходящих в столичных клубах 4—5 раз в год. Каждый год в GuitarPlayer Party принимает участие более 30 гитаристов самых разных музыкальных направлений — от классики до металла, из самых разных городов России — от Москвы до Владивостока.
В октябре 2008 года на ведущем российском лейбле CD-Maximum вышел дебютный альбом Елены Сигаловой и группы Seagall «Illusions». Поскольку вся музыка к альбому написана Еленой Сигаловой, она, таким образом, фактически является первой в России женщиной-гитаристкой, записавшей инструментальный роковый альбом.
В течение весны 2009 года две композиции Елены Сигаловой и Seagall — «The Mood» и «Illusions» — вошли в десятку лучших инструментальных треков на канале Guitar Solo американского сайта OurStage.com (аналог MySpace.com).
После выхода дебютного альбома Елена Сигалова и Seagall приняли участие в целом ряде крупнейших независимых российских рок-фестивалей, среди которых такие как «Беломор-Буги 2009» (Архангельск), «Rock-Line 2010» (Пермь), «Окна открой! 2010» (Санкт-Петербург), гитарный фестиваль «Пятое поколение» 2011 (Архангельск — Северодвинск); а также фестиваль инструментальной музыки «Rock-Line над Вильвой 2011» (Всеволодо-Вильва), в котором участвовали лучшие инструментальные коллективы России.
С 2005 года Елена Сигалова и Seagall являются постоянными участниками ежегодной международной выставки «Музыка-Москва», а с 2011 года — демонстраторами различного гитарного оборудования на крупнейших мировых музыкальных выставках, таких как «PalmExpo» (Пекин), «Music China» (Шанхай), MusikMesse (Франкфурт-на-Майне), NAMM Show (Анахайм, США).
В апреле 2011 года Seagall выступили на AGORA Stage — главной сцене международной музыкальной выставки MusikMesse (Франкфурт-на-Майне, Германия) наряду с такими артистами как Маттиас Эклунд, Алекс Хатчинс, Энди Тиммонс, Кристоф Годэн, Paul Reed Smith Band, Девин Таунсенд, Rage, Фил Коллинз.
C середины апреля 2012 года Елена Сигалова является официальным артистом компании Siggi Braun и ENGL (Германия). Елена Сигалова вместе с Сергеем Бокаревым стали первыми российскими гитаристами, получившими статус международных эндорсеров гитар Siggi Braun и усилителей ENGL.
С 2020 года проживает в Германии.

## Дискография
- Illusions (2008 CD-Maximum)
- Hidden Ego (2013 CD-Maximum)
- Zero Point (2019 recordJet)[1]